# جواد علامیر
جواد علامیر ملقب به دولو (متولد ۱۴ فروردین ۱۳۱۴ در تهران) روزنامه‌نگار و مترجم ایرانی است.

## زندگی
جواد علامیر تحصیلات ابتدایی را در مدرسه «سن لویی» تهران آغاز کرد. سپس به بلژیک رفت و در انستیتو «دوپوئیش» بروکسل، دوره متوسطه را در پنج سال گذراند. پس از آن به فرانسه رفت و سه سال بعد، از انستیتو مطالعات سیاسی پاریس در رشته علوم سیاسی فارغ‌التحصیل گردید. او یک دوره زبان انگلیسی را هم در لندن گذراند. سپس به ایران بازگشت. او چندی پس از بازگشت به ایران، در مرداد ۱۳۳۳ به اتهام «جرح و تیراندازی» به خواهرزاده خود، کیاندخت حشمتی، به پنج سال زندان محکوم شد اما پس از سه سال، با یک درجه تخفیف از زندان آزاد شد.
او آخرین فرزند محمود علامیر بود. جواد کار مطبوعاتی را از سال ۱۳۳۶ در مؤسسه اطلاعات که زیر نظر عباس مسعودی اداره می‌شد شروع کرد و مشاغل مختلفی را بر عهده گرفت. او همچنین مدتی سردبیری روزنامه ژورنال دو تهران و نمایندگی نیویورک‌تایمز در ایران و خبرنگار لوموند و مفسر رادیو تلویزیون فرانسه در ایران بود. از جمله مشاغل دیگر علامیر می‌توان مشاور تبلیغاتی مؤسسه آمریکایی کاوه، مسئول دفتر اطلاعات سازمان ملل متحد در تهران، مشاور تبلیغاتی بنیاد پهلوی، مدیر کانون تبلیغاتی رز و نمایندگی مجله نیوزویک را نام برد. همچنین مدتی نشریه این هفته در تهران را منتشر می‌کرد و مؤسسه و مدیرعامل خبرگزاری تله‌پرس بود.

## آثار
- دخترعموی من راشل، دافنه دوموریه، ترجمهٔ جواد علامیر، تهران: آسیا، ۱۳۴۴